# امرا کلان
امرا کلان (به انگلیسی: Amra Kalan) یک منطقهٔ مسکونی در پاکستان است که در پنجاب (پاکستان) واقع شده‌است.